# (6092) Johnmason
(6092) Johnmason (1990 MN) – planetoida z pasa głównego asteroid okrążająca Słońce w ciągu 3,65 lat w średniej odległości 2,37 j.a. Odkryta 27 czerwca 1990 roku.